# Al-Arabi Irbid
El Al-Arabi Irbid es un equipo de fútbol de Jordania que juega en la División 1 de Jordania, la segunda categoría nacional.

## Historia
Fue fundado en el año 1945 en la ciudad de Irbid y actualmente su mayor logro ha sido ganar la Copa de Jordania en 1986.

## Palmarés
- Copa de Jordania: 1

1986